# Alexios Strategopoulos
Alexios Komnenos Strategopoulos (în greacă Ἀλέξιος Κομνηνὸς Στρατηγόπουλος, n.  ? – d. 1271) a fost un aristocrat și general bizantin care s-a ridicat la rangul de megas domestikos și Cezar. O rudă mai îndepărtată a Dinastiei Comnenilor, el apare în surse când avea deja o vârstă avansată, la începutul anilor 1250, conducând armate ale Imperiului de la Niceea împotriva Despotatului Epirului. După ce a căzut în dizgrație și a fost închis de Teodor al II-lea Laskaris, Strategopoulos s-a alăturat aristocraților din jurul lui Mihail al VIII-lea Paleologul și l-a susținut în ascensiunea sa la tron după moartea lui Teodor al II-lea în 1258. A participat la bătălia de la Pelagonia în 1259, urmând să captureze Epirul, dar succesele sale au fost anulate anul următor și a fost capturat de epiroți. Eliberat după câteva luni, Strategopoulos a condus o mică trupă de niceeni și cumani care, neașteptat, au recucerit Constantinopolul din mâinile Imperiului latin în iulie 1261, restabilind Imperiul Bizantin. El a fost prins din nou de eprioți în anul următor și a petrecut câțiva ani în captivitate în Italia, înainte de a fi eliberat. S-a retras din afacerile publice și a murit la începutul anilor 1270.

## Originea și familia

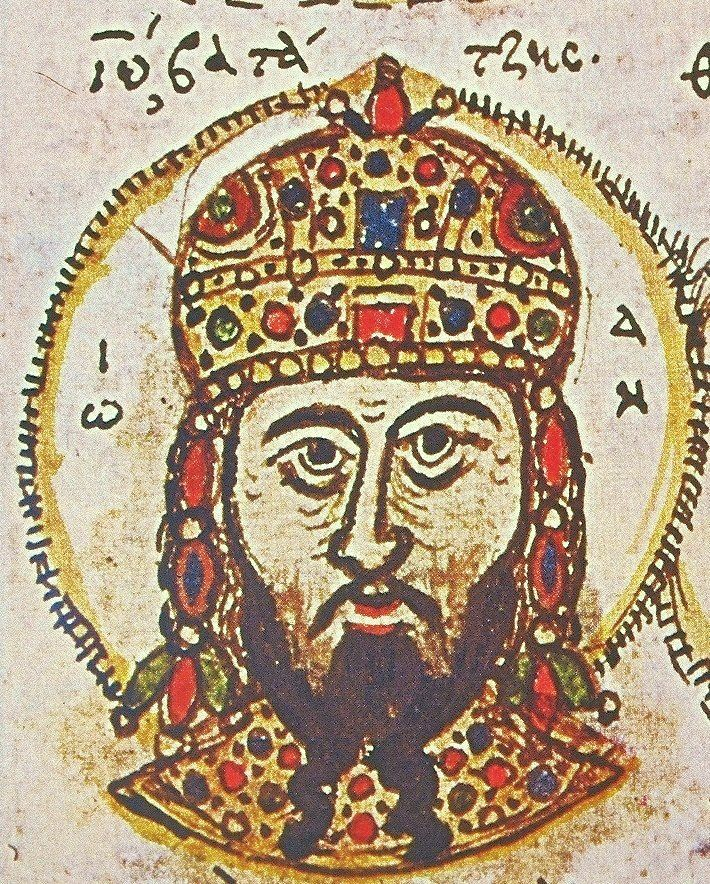
Împăratul Ioan al III-lea Ducas Vatațis, în timpul căruia Strategopoulos și-a început cariera militară și a cărui nepoată s-a căsătorit cu propriul său fiu, Constantin

Nu se știe nimic despre primii ani din viața lui Alexios Strategopoulos și nici despre descendența sa exactă, cu excepția faptului că a aparținut nobilimii: alți Strategopouloi sunt menționați în secolele XI și XII; un Ioan Strategopoulos a devenit megas logothetes (mare logofăt) al Imperiului de la Niceea în c. 1216, deși legătura sa cu Alexios este necunoscută. Strategopoulos a fost aparent legat de ilustra dinastie a Comnenilor, deoarece un sigiliu datat în c. 1255 a fost găsit cu inscripția „Alexios Strategopoulos din familia Komnenos”.
Două surse mai târzii, Gennadios Scholarios din secolul al XV-lea și eruditul Pseudo-Sphrantzes din secolul al XVI-lea, au afirmat că a fost un descendent al Cezarului Nikephoros Melissenos și al Eudokiei Comnena, o soră a împăratului bizantin Alexie I Comnenul (domnie 1081–1118), prin fiul lor Ioan Comnenul. Pseudo-Sphrantzes a afirmat că Strategopoulos a fost strănepotul lui Ioan Comnenul și că el și-a schimbat numele de familie în „Strategopoulos” de la soția bunicului său Alexios. Pe de altă parte, Scholarios consideră că Ioan Comnenul a fost străbunicul său și susține că doar presupusul tată al lui Strategopoulos, Teodosios, a fost poreclit „Strategopoulos” („micul general”) de către împăratul niceean Ioan al III-lea Ducas Vatatzes (domnie 1222–1254) pentru priceperea sa militară.
Data exactă a nașterii sale este, de asemenea, necunoscută, dar, deoarece a fost descris ca un „om bătrân” în 1258, trebuie să se fi născut undeva la sfârșitul secolului al XIII-lea. Despre propria familie, se știe că a avut un fiu, Constantin, care, potrivit lui George Pachymeres, s-a căsătorit cu o fiică a sebastokratorului Isaac Ducas Vatațis, fratele lui Ioan al III-lea Ducas Vatațis.

## Cariera timpurie

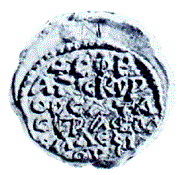
Sigiliul lui Alexios Strategopoulos

Alexios Strategopoulos apare pentru prima dată în cronici în 1252–1253, în timpul domniei lui Ioan al III-lea Ducas Vatațis, când a condus un detașament al armatei trimis să jefuiască zonele rivalului grec al Imperiului de la Niceea, Despotatul Epirului, în jurul lacului Ostrovo. În 1254, avea sediul la Serres în Macedonia, iar în anul următor a participat, alături de megas primmikerios Constantine Tornikes, la o campanie împotriva cetății Țepaina din vestul Munților Rodopi. Campania a eșuat cu pierderi mari. Istoricul contemporan George Akropolites a dat vina pe proasta conducere a celor doi comandanți, care nu au reușit să își dea seama în mod corespunzător ce forțe bulgare li se opuneau lor. Drept urmare, armata lor a rupt rândurile și a fugit lăsând în urmă echipamentul și caii „păstorilor și porcarilor bulgari”. Acest eșec l-a înfuriat pe împăratul niceean Teodor al II-lea Laskaris (domnie 1254–1258), care i-a demis pe amândoi din funcțiile lor. În plus, probabil datorită legăturii strânse a lui Strategopoulos cu fracțiunea aristocratică din jurul lui Mihail Paleologul, fiul său Constantin a fost orbit pentru lese-majesté, iar Strategopoulos însuși a fost închis mai târziu pentru o perioadă.
Strategopoulos a fost probabil eliberat din închisoare imediat după moartea lui Teodor al II-lea Laskaris în august 1258. Împreună cu ceilalți șefi ai familiilor de aristocrați, a fost un susținător proeminent al lovituri de stat încununată cu succes a lui Mihail Paleologul împotriva lui George Mouzalon la 25 august, ceea ce a dus la preluarea regenței de către Mihail Paleologul în numele fiului minor al lui Teodor al II-lea, Ioan al IV-lea Lascaris. În același an, Strategopoulos a însoțit armata care a fost trimisă, sub comanda fratelui lui Mihail, megas domestikos-ul Ioan Paleologul, pentru a contraataca planurile eprioților din Macedonia. Când Mihail Paleologul a fost proclamat împărat la începutul anului 1259, Ioan Paleologul a fost promovat în funcția de sebastokrator, iar Strategopoulos l-a succedat ca megas domestikos. În 1259 a participat la campania care a dus la o victorie decisivă asupra unei alianțe epiroto-siciliano-aheiană în Bătălia de la Pelagonia, în care, împreună cu Nichifor Rimpsas, a luat prizonieri 400 de cavaleri germani, un detașament puternic trimis de către regele Manfred al Siciliei pentru a-i susține pe epiroți.
După victoria niceeană, Ioan Paleologul a invadat Tesalia, în timp ce Alexios Strategopoulos și Ioan Raul Petralifas au primit sarcina de a ataca Epirusul propriu-zis. Strategopoulos și Petraliphas au traversat Munții Pindus, au ocolit Ioannina, pe care au lăsat-o sub asediu și au cucerit capitala epiroților, Arta, forțând despotul Mihail al II-lea să fugă pe insula Cefalonia. La Arta au găsit și eliberat mulți prizonieri niceeni, inclusiv pe istoricul George Akropolites. Pentru acest succes, Strategopoulos a fost ridicat la rangul de Cezar.   Cu toate acestea, în anul următor, succesele niceene au fost în mare parte anulate: despotul Mihail cu fiii săi și o armată de mercenari italieni au debarcat la Arta, iar populația epirotă a trecut de partea sa. Armata epiroților s-a ciocnit cu forțele lui Strategopoulos în pasul Trikorfon  de lângă Nafpaktos; armata niceeană a fost distrusă, iar Strategopoulos însuși a fost luat prizonier.

## Recucerirea Constantinopolului

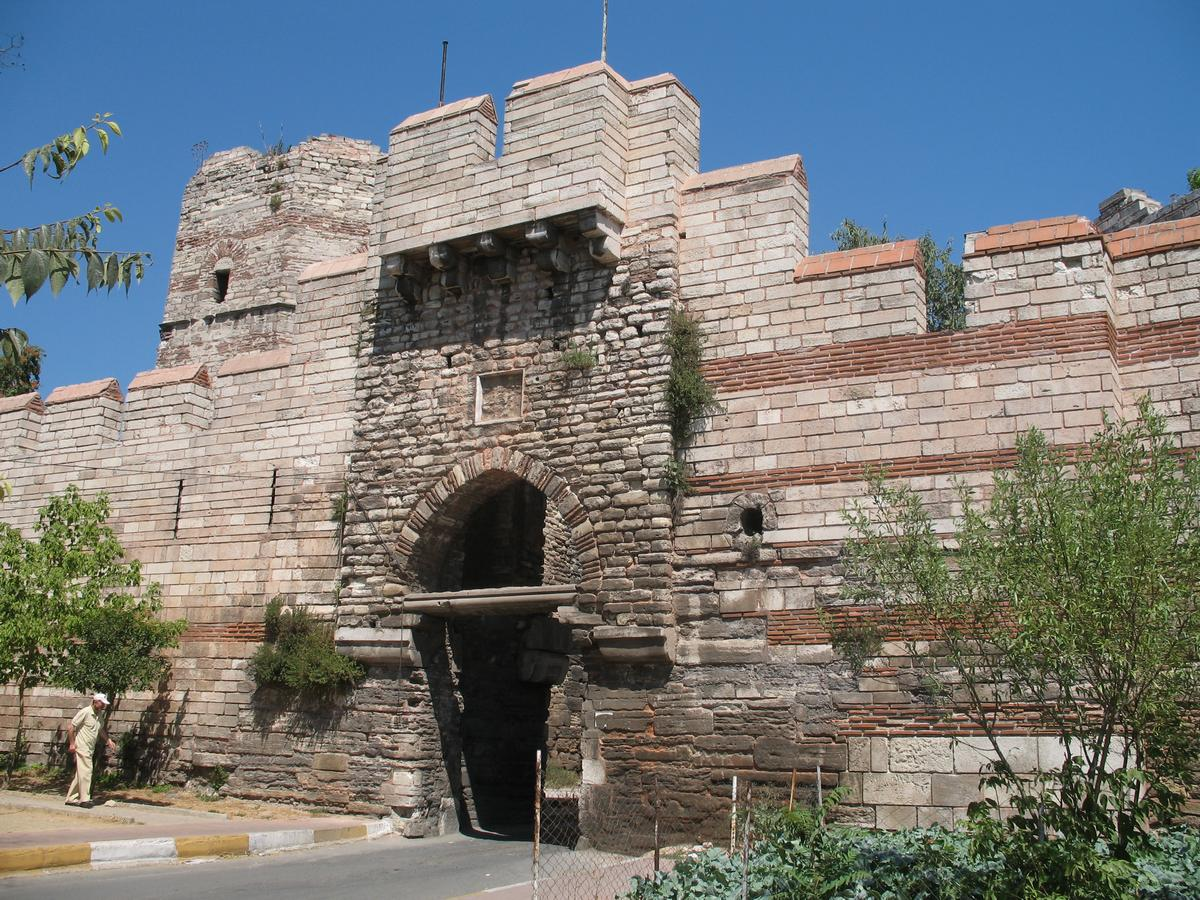
Poarta Izvorului (Pege) sau Poarta Selymbria, prin care Strategopoulos și oamenii săi au intrat în Constantinopol la 25 iulie 1261

În ciuda acestor pierderi, victoria de la Pelagonia i-a permis lui Mihail al VIII-lea să-și urmărească cel mai râvnit premiu: Constantinopolul, capitala Imperiului Bizantin, care a devenit sediul Imperiului latin de la cucerirea sa de a patra cruciadă în 1204. În acest scop, Mihail a încheiat o alianță cu Genova în martie 1261. În iulie 1261, deoarece armistițiul încheiat pe un an după atacul niceean eșuat se apropia de sfârșit, generalul Alexios Strategopoulos (recent eliberat de epiroți) a fost trimis cu o mică forță avansată de 800 de soldați (majoritatea cumani) pentru a veghea asupra bulgarilor și pentru a spiona apărarea latinilor.
Când forța niceeană a ajuns în satul Selymbria, la aproximativ 48 de kilometri vest de Constantinopol, au aflat de la unii fermieri locali independenți (thelematarioi) că întreaga garnizoană latină, precum și flota venețiană, au plecat pentru a efectua un raid împotriva insulei niceene Daphnousia (Insula Kefken). Strategopoulos a ezitat inițial să profite de situație, deoarece mica sa forță putea fi distrusă dacă armata latină s-ar fi întors prea curând și pentru că astfel ar fi încălcat ordinele împăratului, dar în cele din urmă a decis că nu poate rata o astfel de oportunitate uriașă de a recuceri orașul. 
În noaptea de 24/25 iulie 1261, Strategopoulos și oamenii săi s-au apropiat de zidurile orașului și s-au ascuns la o mănăstire de lângă Poarta Izvorului. Strategopoulos a trimis un detașament cu o parte din oamenii săi, conduși de unii dintre thelematarioi, pentru a intra în oraș printr-un pasaj secret. Au atacat zidurile dinspre interior, au surprins paznicii și au deschis poarta, dând voie forței niceene să pătrundă în oraș. Latinii au fost luați complet prin surprindere și, după o scurtă luptă, niceenii au câștigat controlul asupra zidurilor terestre. Pe măsură ce vestea s-a răspândit în oraș, locuitorii latini, începând cu împăratul Balduin al II-lea, s-au repezit în grabă spre porturile din Cornul de Aur, în speranța că vor scăpa cu navele. În același timp, oamenii lui Strategopoulos au dat foc clădirilor și depozitelor venețiene de-a lungul coastei pentru a împiedica flota venețiană să acosteze acolo. Datorită sosirii la timp a flotei venețiene care se întorcea în oraș, mulți dintre latini au reușit să fugă în ținuturile încă deținute de latini în Grecia, dar orașul a fost pierdut definitiv.
Cucerirea Constantinopolului a dus la restaurarea Imperiului Bizantin, iar la 15 august, de ziua Adormirii Maicii Domnului, împăratul Mihail al VIII-lea a intrat în oraș în triumf și a fost încoronat la Hagia Sofia. Drepturile împăratului legitim, Ioan al IV-lea Lascaris, pentru care Paleologul a condus aparent ca regent și gardian, au fost ignorate, iar tânărul ar fi fost orbit și închis.
Strategopoulos a fost onorat de Mihail printr-o procesiune triumfală prin oraș și i-a permis ca numele său să fie comemorat în slujbele bisericii timp de un an alături de împărat și patriarh.

## Ultimii ani și moartea
După această ispravă care i-a adus faimă și glorie, în 1262 Strategopoulos a fost pus din nou la comanda unei armate care a mărșăluit împotriva Epirului. De data aceasta, însă, a fost învins și prins de despotul Nikeforos Ducas, care l-a trimis lui Manfred în Italia. A fost răscumpărat în 1265 în schimbul surorii lui Manfred, Constance a II-a de Hohenstaufen, văduva lui Ioan Vatațis. Alexios Strategopoulos este menționat ultima dată într-un document din decembrie 1270 prin care a făcut o donație către Mănăstirea Makrinitissa  de lângă Volos și a murit cândva între 1271 și 1275, probabil la Constantinopol.